# Cryptogamique
Le terme cryptogamique est utilisé pour désigner un certain nombre de caractères observés dans l'ancien groupe des végétaux cryptogames (à reproduction cachée).
Aujourd'hui il est principalement utilisé pour les champignons, notamment pour les maladies des plantes occasionnées par des champignons microscopiques (voir maladie cryptogamique).